# Giuseppe Vaz
Giuseppe Vaz (Benaulim, 21 aprile 1651 – Kandy, 16 gennaio 1711) è stato un presbitero indiano, fondatore della congregazione dell'Oratorio di Goa e missionario in Ceylon.
Beatificato nel 1995, è stato proclamato santo da papa Francesco nel 2015.

## Biografia
Benaulim, suo luogo natale, è una città indiana di circa 10.000 abitanti, situata nel distretto di Goa Sud, nel territorio federato di Goa. Vaz, dopo aver compiuto gli studi universitari a Goa, fu ordinato sacerdote nel 1676. Dopo un primo periodo di apostolato, a Kanara e poi a Velha Goa, si recò come missionario a Ceylon (l'attuale Sri Lanka), dove entrò clandestinamente a causa della persecuzione dei cattolici condotta dai calvinisti olandesi.
Spostatosi nel regno di Kandy, nell'interno dell'isola, rimasto indipendente dall'occupazione olandese, vi compì un fruttuoso apostolato, con l'aiuto di confratelli arrivati nel 1696. Tradusse anche nelle due lingue locali, il tamil e il singalese, le preghiere cattoliche e il catechismo. Morì il 16 gennaio 1711 a Kandy, lasciando ai confratelli questo messaggio: "Ricordate che non si può facilmente compiere al momento della morte quello che si è trascurato di fare per tutta la vita".

## Culto
Beatificato nel 1995 da papa Giovanni Paolo II, è stato proclamato santo da papa Francesco il 14 gennaio 2015 in occasione del suo viaggio apostolico in Sri Lanka. La cerimonia di canonizzazione, a cui hanno assistito più di 500.000 persone, è avvenuta eccezionalmente di mercoledì, generalmente infatti le canonizzazioni si svolgono di domenica.
L'elogio di san Giuseppe Vaz si legge nel Martirologio romano al 16 gennaio.